# Blastobasis phaeopasta
Blastobasis phaeopasta é uma espécie de mariposa do gênero Blastobasis pertencente à família Coleophoridae.